# Pasukan Khas Laut
Gli Pasukan Khas Laut (Forze Navali Speciali di guerra in lingua italiana, in Jawi ڤاسوكن خاص لاوت), comunemente abbreviato PASKAL, è il principale corpo speciale della Marina Reale Malaysiana.
Il compito di PASKAL è quello di condurre piccole unità in operazioni militari marittime in contesti quali fiumi, oceani, paludi, delta o coste. PASKAL può anche eseguire guerra non convenzionale, guerriglia, lotta contro la guerriglia, guerra della giungla, antiterrorismo, guardia del corpo, salvataggio di ostaggi e difesa interna da minaccia straniera.
Anche se PASKAL è stato creato come unità di controterrorismo marittimo, è diventato un multi-funzionale unità operativa speciale con ruoli che includono operazioni ad alto rischio, tra cui l'azione diretta, ricognizione speciale operazioni e altre missioni specializzate.
PASKAL è una forza maschile ufficialmente stabilita il 1º ottobre 1982, dopo un periodo di cinque anni di Setup, con lo scopo di far rispettare la Malesia zona economica esclusiva rivendicazioni marittime attraverso il mare, l'aria e le operazioni terrestri.

## Storia

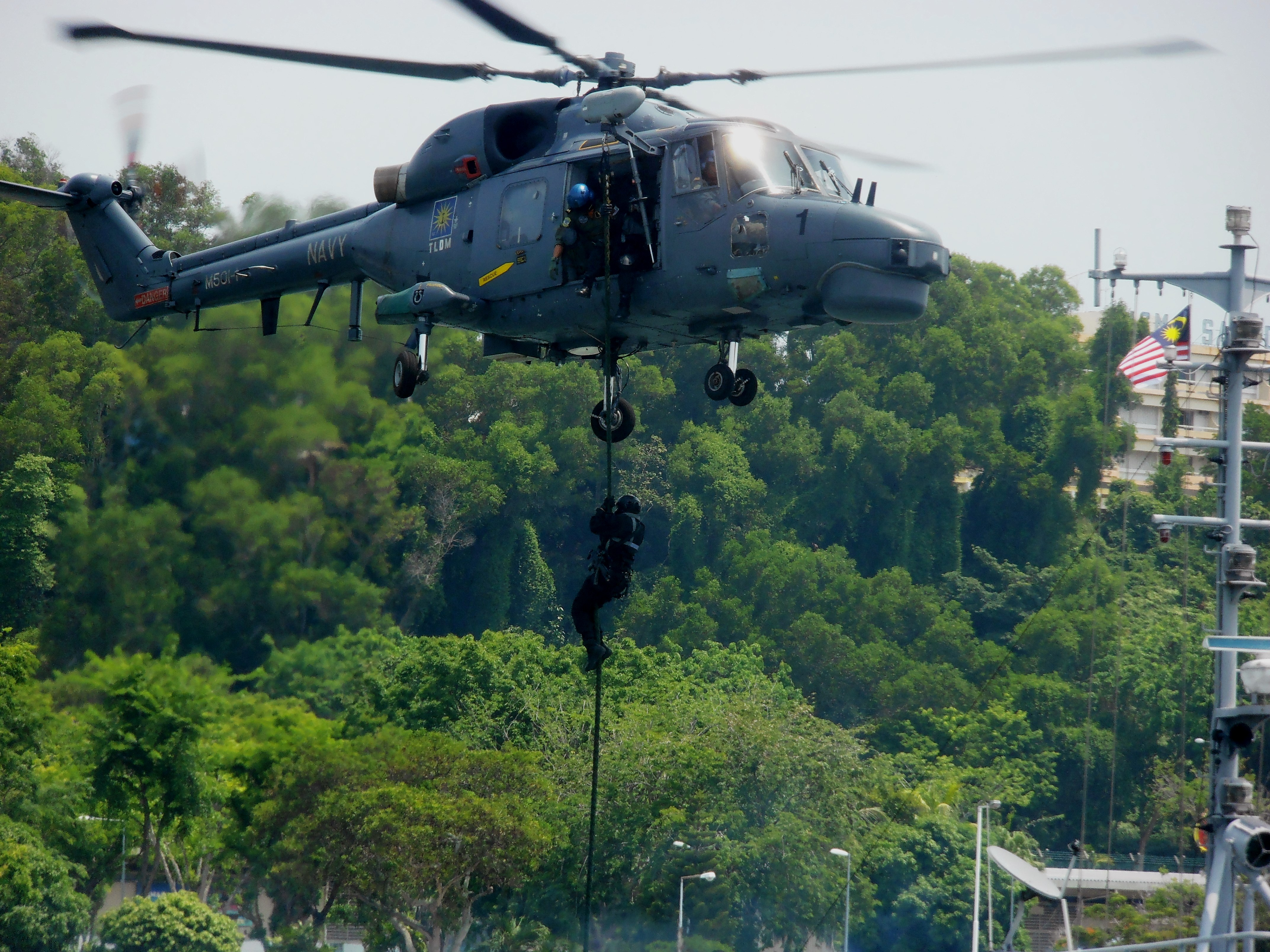
L'operatore PASKAL che utilizza il rappelling dall'elicottero Super Lynx mentre si imbarca nel peschereccio navale di Tunda Satu per dimostrare il salvataggio di ostaggi marittimi.

Il PASKAL è stato fondato in modo non ufficiale nel 1977. Fu allora conosciuto come Marina Reale Malese navale unità commando in Woodland, Singapore; che era già noto come KD Pelandok al campo di Khatib, Sembawang, Singapore. Questa unità è sotto l'Organizzazione del Reggimento di Sicurezza (lingua malese:Organisasi Rejimen Keselamatan) che ora conosciuto come Provost della Marina (lingua malese:Provos Tentera Laut; Protela).
PASKAL ha avuta relative origini in un bisogno percepito di un regiment di sicurezza addestrato nelle operazioni marittime moderne. Lo scopo principale era la protezione delle basi navali della Malesia e delle attività nazionali. (a quel tempo, il blu Marina Reale Malese; La base principale di TLDM era conosciuta come KD Malayà (Kapal Diraja Malaya; la nave di sua Maestà Malayà in lingua italiana), precedentemente noto comé ' HMS Malayà ' prima dell'indipendenza, in Woodlands, Singapore, che è stato poi trasferito alla nuova base navale in Lumut, Perak quando è stato completato nel 1979.
Il reggimento di sicurezza è in gran parte composto da marinai responsabili per la sicurezza di siti strategici come le basi e depositi di munizioni. Quando la base navale principale a Lumut è diventato disponibile PASKAL quartier generale è stato istituito lì nel 1981.

### Formazione iniziale
A seguito della Convenzione delle Nazioni Unite sul diritto del mare (UNCLOS) la Malesia fu tra le prime nazioni a rivendicare il diritto di estendere i confini marittimi oltre il precedente 12 (nautico) miglio limite. La nuova unità è ricevuto formazione di base presso il centro di formazione speciale Warfare, Sungai udang, Malacca da un esercito Grup gerak khas.
Nel 1977, il primo lotto è stato suddiviso in due gruppi. Il primo gruppo è stato inviato alla giungla commando indonesiana del corpo marino (lingua indonesiana:Komando Hutan; Kohut) Corso al Centro di addestramento combattimento (lingua indonesiana:Pusat Latihan Tempur; Puslatpur), Selogiri, Banyuwangi, Indonesia mentre il secondo gruppo con la forza di 30 ufficiali, guidato dal Capitano Sutarji bin Kasmin (ora ammiraglio, ritirato), è stato inviato a Centro di addestramento marino (lingua indonesiana:Pusat Pendidikan Marinir; Pusdikmar), Kota Pahlawan, Surabaya, Indonesia per ricevere il comando formazione Jungle consegnato dalla Marina Indonesiana KOPASKA. Al loro ritorno il cadre sono stati indicati come Commandos Marina.
Per migliorare e diversificare la loro abilità set si sono formati a Portsmouth, Regno Unito con UK Royal Marines Commandos e in California da U.S. Navy SEALs. Alcuni, tra cui TLDM alto ufficiale, il tenente comandante Ahmad Ramli Kardi, si recò a Coronado, California e Norfolk, Virginia per ricevere una formazione aggiuntiva U.S Navy SEALs.

### Zona economica esclusiva
Nel mese di aprile 1980, la Malesia ha dichiarato che la sua ZEE raggiunto fino a 200 miglia nautiche dalla costa, come previsto dal UNCLOS. Questa decisione ha colpito il piano di sviluppo come una flotta navale è direttamente responsabile per il controllo e la protezione delle sue acque nazionali e ha reso la Malesia una nazione marittima litorale di circa 598.450 chilometri quadrati (circa 231.060 miglia quadrate) tra cui circa quattro e mezzo mille chilometri di costa e oltre un migliaio di isole.
Il 1º ottobre 1982, PASKAL è stato ufficialmente istituito come strumento utilizzato per far rispettare la ZEE Malese. Nel tentativo di rafforzare la sua affermazione sulle acque Isole Spratly (soggette a rivendicazioni sovrapposte da parte di più paesi) il Consiglio nazionale di sicurezza della Malaysia ha incaricato Paskal come agenti antiterrorismo marittimi nel 1991.

## Panglima Hitam
Il 15 aprile 2009, PASKAL comando di squadra è stato ufficialmente chiamato KD Panglima hitam in una cerimonia tenutasi presso la sede della Marina Reale Malese a Lumut, Perak dal re della Malesia, Yang di-Pertuan Agong Tuanku Mizan Zainal Abidin, il suo servizio di onore PASKAL.
KD Panglima Hitam traduce in Italiano come Cavaliere nero, ispirato da sua Maestà Sultano di Selangor, Sultan Sharafuddin Idris Shah Al Haj ibni Al Marhum Sultan Salahuddin Abdul Aziz Shah Al Haj come Capitano di una Marina onoraria. Un totale di 34 nomi di sultani e 56 nomi comuni sono stati proposti al TLDM e sono stati scelti: KD Panglima Hitam, KD Halilintar e la KD Maharaja Lela.
Panglima Hitam è un titolo tradizionale assegnato a guerrieri provati durante l'era dei vari sultanati malesi in Perak, Selangor e Johor riferendosi ad un guerriero abile nella lotta tattica. Il simbolismo della storia e del mito di Panglima hitam rimane emblematico, rappresentando la forza, la prodezza militare e il senso strategico.

### Esempi

#### Taiping, Perak
Durante il suo passaggio con i suoi sette fratelli a Makassar, Sulawesi, Daeng Kuning si stabilì a Kuala Larut, mentre i suoi fratelli continuarono ad altre destinazioni nell'arcipelago malese. Per tutta la vita ha indossato abiti neri ed era più abile in auto-difesa che i suoi fratelli.

#### Kuala Selangor, Selangor
Era guardia del corpo di Sultano Ibrahim, il secondo sultano di Selangor e il sultano Muhammad, il terzo sultano di Selangor. Il suo corpo fu sepolto vicino alle tombe dei re sulla collina di Malawati. Prima della sua morte, fu costretto ad essere sepolto fuori della tomba reale.

#### Jugra, Selangor
Una guardia del corpo durante il Regno del defunto sultano Abdul Samad, il quarto sultano di Selangor. Da storie orali degli anziani, il suo vero nome è Daeng ali e la sua tomba si trova al mausoleo reale in Jugra.

#### Muar, Johor
Il suo vero nome è Baginda Zahiruddin e lui è da Padang Pariaman Minangkabau, isola di Sumatra, Indonesia. È il fondatore di Silat Lintau in Indonesia ed è venuto a Malaya nel sedicesimo secolo. Ha lavorato con la gente locale per sradicare ed eliminare la pirateria nell'estuario di Sungai Muar.

#### Segamat, Johor
Era il capo militare responsabile della sconfitta dei gruppi ribelli durante la guerra di Jementah, che si è presentato nella zona di Segamat. La sua tomba si trova a Jementah in Segamat, Johor.

## Ruoli e responsabilità

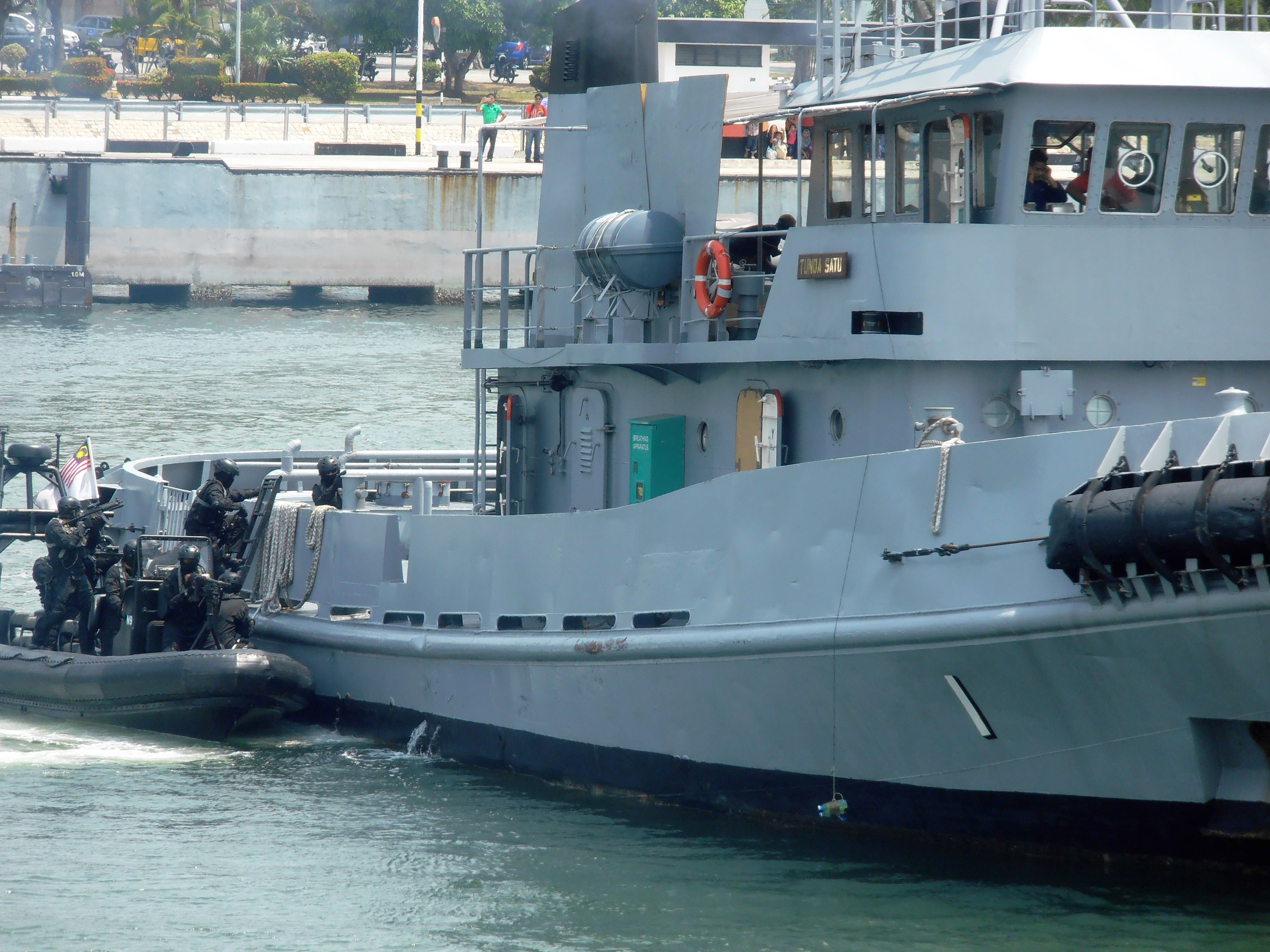
Il team PASKAL si arrampica su una scala mentre imbarca il peschereccio navale Tunda Satu per dimostrare il salvataggio di ostaggi marittimi.

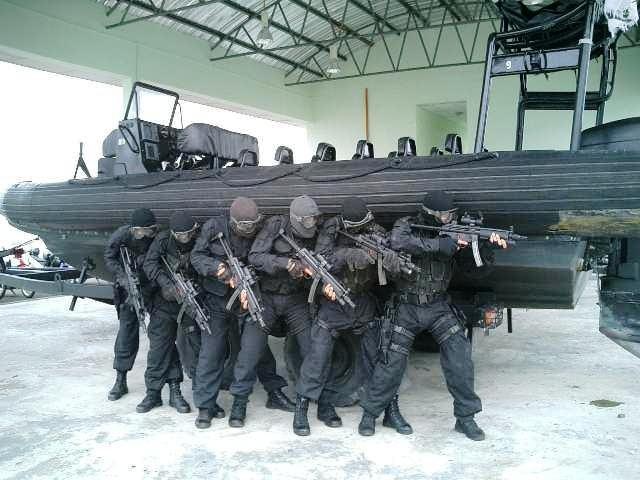
Operatori PASKAL che eseguono l'esercitazione CQC.

Un ruolo PASKAL è quello di lanciare operazioni offensive in modo indipendente via mare, terra e aria in acque controllate dai nemici. PASKAL agenti sono addestrati a condurre operazioni marittime come anti-pirateria, nave e dirottamento del rig petrolifero. (la sicurezza di oltre trenta impianti petroliferi offshore nelle acque malesi sono la responsabilità di PASKAL. L'unità tiene regolarmente esercizi di allenamento su ogni rig.
Altri ruoli PASKAL includono la protezione ponte, incursioni di ricognizione profonda di penetrazione, struttura e demolizione subacquea e sabotaggio. PASKAL gestisce anche a-porto subacqueo sabotaggio, nave-imbarco assalto, contro-terrorismo missioni, l'infiltrazione dietro le linee nemiche e mine-clearing.
Una speciale formazione congiunta con unità speciali dell'esercito è condotta regolarmente su abilità specializzate come HALO/HAHO salti di ondata e overland paracadute.
PASKAL distaccamenti sono situati su stazioni offshore sensibili malesi, in particolare nell'atollo Layang-Layang, mentre altri distaccamenti sono sistemati in modo permanente sulle navi TLDM.

## Selezione e formazione
Come unità forze speciali, i personali di PASKAL sono tenuti ad essere mentalmente e fisicamente agili. Ogni nuovo tirocinante subisce tre mesi del corso di base commando presso la base navale Lumut di TLDM.
I candidati devono essere più giovani di 30 anni e sani. Essi devono completare e passare il corso di base commando prima di partecipare al Centro speciale di addestramento di guerra a Sungai udang, Malacca di sottoporsi a formazione di base paracadute.
Next è l'addestramento avanzato di prima classe dove ricevono la formazione in campi come medico, comunicazioni, esplosivi e riparazione elettrica-meccanica.
Devono passare un test fisico ogni tre mesi.
L'assegnazione a PASKAL è condizionata al passaggio del PASKAL Prova di screening fisico (PSF). I futuri tirocinanti dovrebbero superare i minimi.
Tra le altre attività il PSF è costituito da:
- 7,8 km in esecuzione in 24 minuti (sotto i 24 anni di età),
- 1,5 km nuoto in non più di 25 minuti (in una piscina),
- 6,4 km nuoto in mare aperto con pieno carico missione-sotto 120 minuti,
- Giorno-notte paracadutismo ad alti punti di elevazione i.e. colline, edifici e sulla superficie dell'oceano,
- Nuoto Freestyle per 1,5 km sotto 31 minuti,
- Sopravvivere in acqua con mani e piedi completamente legato (annegamento-correzione),
- Immersioni senza apparato respiratorio per un minimo di 7 m di profondità

### Reclutamento di base
- Pre-selezione / riscalda,
- Comando base PASKAL,
- Resistenza alle immersioni,
- Paracadutismo di base

### Sviluppo di carriera
- Iscrizione di prima classe
- Manovra subacquea di combattimento
- Iscrizione al prezzo di base
- Iscrizione sottufficiale
- Combattimento subacqueo / subacqueo superiore

I membri di PASKAL conducono la formazione con le unità alleate di anti-terrorismo della nazione come Australian SAS, British SAS, e U.S. Navy SEALs, ecc.
Il 26 agosto 1991, il Consiglio di sicurezza nazionale ha dichiarato PASKAL come principale contro-terrorista della Malesia incaricato di piattaforma petrolifera e petroliera sicurezza. Forma uno degli elementi nella forza di reazione rapida.

### Esperienza–Corso specialistico
Tecniche di inserimento
- HALO/HAHO: Tattico, alta quota caduta paracadute, impiegata in inserzione segreta nel territorio nemico
- Inserimento / estrazione speciale di pattuglia: possibilità di inserire e / o estrarre rapidamente una squadra di pattuglia di ricognizione o di assalto dal terreno nemico; Condurre il dispositivo SPIE del personale della zona di combattimento

Tecnica di combattimento
Tutti PASKAL le reclute ricevono l'addestramento speciale e sono funzionalmente qualificati per effettuare le funzioni operative speciali. La formazione consiste di:
- Monitoraggio del combattimento: Missioni di azione diretta nel terreno della giungla, impiegando tattiche di guerriglia, combattimento notturno e dinamico controguerriglia tecniche
- Sopravvivenza di pattugliamento / giungla: Possibilità di gestire l'inserimento per l'installazione e l'azionamento di zone di caduta, zone di raccolta e siti di atterraggio per elicotteri per operazioni aeree, operazioni di fornitura di aria o altre operazioni aeree a sostegno del comandante dell'unità di terra. Abilità di sopravvivenza per maneggiare le emergenze, particolarmente nella foresta tropicale e ponte.
- Combattimento corpo a corpo: Una miscela di Malay Silat e coreano Taekwondo arti marziali come le principali tecniche di combattimento mano a mano per abbattere il nemico a distanza ravvicinata.
- Chiudi Quarti Combattimento Tattico: tattico missioni di azione diretta, così come visita, bordo, la ricerca e le operazioni di sequestro o la distruzione di gas offshore, e piattaforme petrolifere, impiegando stretti combattimento battaglia trimestre e tattiche di assalto dinamico e tecniche.
- Tiratore scelto/Tattiche del cecchino: Cecchino diretto o contro il terreno di guerra urbana, o ricognizione guerra della giungla, ridurre la capacità di combattimento del nemico colpendo a target di alto valore e pinning down e demoralizzante il nemico, così come fornire fuoco di copertura per le forze amichevoli Malese o designate da attacchi nemici, così come cecchini nemici.
- Artificiere: Capacità di disinnescare o detonare materiali esplosivi, come bombe a orologeria, ordigni inesplosi, miniere navali, ecc.
- Lotta di ricerca e salvataggio: condurre la ricerca e salvataggio durante la guerra o missioni di mantenimento della pace che sono all'interno o vicino a zone di combattimento.
- Guerra urbana: Condurre operazioni militari in una zona edificata.
- Soccorritore militare: Medico specializzato per la fornitura di pronto soccorso e prima linea trauma cura.
- Lingua straniera: uso delle lingue straniere per comunicare con le forze alleate, ecc.

Raccolta di intelligence
Oltre alle abilità di combattimento e di inserzione, le unità PASKAL sono in grado di raccogliere informazioni per fornire indicazioni ai comandanti a sostegno delle loro decisioni. Le funzionalità di intelligence includono:
- Controspionaggio: Tattico contro-Intelligence per prevenire ostile/organizzazioni di intelligence nemiche da raccogliere con successo e la raccolta di intelligence.
- SIGINT: Intelligenza di segnale tattico, guerra elettronica basata limitata a terra e monitoraggio della sicurezza delle comunicazioni e analisi in supporto diretto. Ciò è compiuta impiegando la raccolta organica e la direzione che trova apparecchiatura così come attraverso connettività a nazionale e Teatro SIGINT/attività di GE.
- Implementazioni di sistemi di C4-i (comunicazione, comando, controllo, coordinamento, intelligenza): Tattico C4-i tecniche per fornire intelligenza al centro di comando. L'obiettivo è una comprensione approfondita delle procedure di comando e controllo reciproco, delle capacità e delle limitazioni sviluppate attraverso la partecipazione continua agli esercizi comuni e combinati.
- Ricognizione speciale: Ricognizione dietro le linee nemiche, evitando il combattimento diretto e la rilevazione da parte del nemico.
- Pattuglia di ricognizione a lungo raggio: l'uso di quattro-sei squadre dell'uomo sulle pattuglie di combattimento e di reconnaissance, o ottenendo l'intelligenza, o effettuando le incursioni ed agguati.

PASKAL tattiche e organizzazione sono fortemente influenzati dai britannici Special Boat Service e SEAL Team 6. PASKAL di solito i treni con GGK così come U.S. Navy SEALs, la Marina indonesiana KOPASKA e la SBS.

## Squadre e struttura

### Unità operative speciali navali
I dettagli di manodopera di questa unità sono altamente classificati. Si crede di essere un reggimento diviso in due unità operative – PASKAL Unit Satu (PASKAL – Prima unità) basato nella base anfibia navale di Lumut in Perak sulla Malesia peninsulare e PASKAL Unit Dua (PASKAL – 2nd Unit) basato a KD Sri Semporna, una base anfibia navale in Semporna, Sabah. Una società-forza (distaccò) è basato a Teluk Sepanggar base anfibia navale vicino Kota Kinabalu, Sabah.

### Struttura
PASKAL si organizza funzionalmente in squadroni di almeno quattro società (o plotoni) ciascuno. Ogni azienda è a sua volta organizzata approssimativamente lungo le linee del U.S. Green Berets' struttura di distaccamenti Alpha, bravo, Charlie e Delta. La più piccola unità PASKAL è la truppa della barca, con sette uomini. Ogni azienda PASKAL è costituita da:
Plotone Alpha
La versatile forza operativa speciale, addestrata principalmente per il controterrorismo marittimo e altre operazioni di salvataggio in navi da carico e impianti petroliferi, nonché terreno urbano. Questo plotone è dotato di sistemi di copertura individuale per il combattimento ravvicinato quarti.
Bravo plotone
Una squadra di combattimento dell'ossigeno e una squadra speciale di operazioni aeree, entrambe che permettono un'infiltrazione silenziosa del territorio nemico. Questa squadra è anche addestrato a raccogliere dati di intelligence per aiutare la squadra d'assalto.
Charlie plotone
Una squadra ausiliaria con il ruolo di rafforzare la capacità di operazioni speciali da dietro le linee nemiche.
plotone Delta
La squadra convenzionale di guerra che ha dominato la guerra anfibia delle squadre di PASKAL con le abilità speciali di funzionamento sulla terra e sul sniping.
Ogni squadrone contiene una miscela di specialisti che è regolato per le specifiche della missione o area in cui è compito di operare. Ogni squadrone trasporta normalmente una squadra di intelligenza di combattimento (Tim Risik Gempur, TRG), addestrato nell'intelligenza tattica marittima, nella contro-intelligenza e nelle operazioni psicologiche.

## Uniformi e insegne
Berretto color porpora rossastro (Magenta)
Il berretto magenta riflette l'identità di PASKAL e il suo stretto rapporto con il corpo dei Marines Indonesiani.
Cordino blu navy
Il cordino blu marina riflette la Marina Reale Malese e possibilmente riflette i loro formatori fondatori, i britannici Royal Marines Commando.
Camuffamento
L'uniforme mimetica PASKAL è identica a quella indossata da U.S. Navy SEALs. Esso riflette il rapporto stretto con questa unità di forze speciali americane da cui PASKAL riceve formazione.
Trimedia
Il "Trimedia" è l'emblema principale di PASKAL, che viene indossato da ogni operatore PASKAL. I vari componenti simboleggiano:
- Ala – il simbolo tradizionale per la capacità di aerotrasportato
- Pinne e Maschera subacquea emblema - simboleggia mare infiltrazione capacità
- Pugnale combattimento - simboleggia guerra di terra capacità
- Ancora – il simbolo per la Marina Reale Malese.

## Apparecchiature
L'inventario delle armi e delle attrezzature è un soggetto riservato. I team PASKAL utilizzano attrezzature progettate per una varietà di situazioni specialistiche, tra cui combattimento vicino quartieri, guerra urbana, interdizione marittima ostile, interdizione di bersagli a lungo termine, guerra in giungla e ricognizione speciale. Tuttavia, tra le voci di finanziamento del consorzio di compagnie petrolifere e di navigazione, oltre ad un ampio finanziamento della marina, l'inventario di PASKAL include attualmente alcune delle attrezzature più avanzate e sofisticate del mondo.
I contributi volontari del consorzio e delle compagnie petrolifere assicurano che PASKAL abbia mezzi sufficienti per procurare armi e attrezzature specializzate, tra cui armature pesanti, scudi balistici, strumenti di ingresso, veicoli tattici, ottica avanzata e ottici molto rinomati e molto sofisticati Rispetto alle altre forze speciali delle forze armate malesi. Tutte le armi e le attrezzature sono state acquisite nell'ambito del programma Offensivo delle armi subacquee attuate nell'ambito dei nove piani malesi.

### Uniformi
Il personale PASKAL indossa uniformi di utilità simili alle uniformi tattiche indossate dai militari. Molte forze armate si sono allontanate dalle uniformi originali nere o blu e le divise PASKAL ora sono incluse M81 Woodland modelli mimetici identici a quelli indossati da SEALs.
Originariamente le unità PASKAL erano equipaggiate con balaclava e maschera protettiva M40, o anche caschi da baseball PRO-TEC in fibra di vetro. Le moderne unità PASKAL utilizzano comunemente i caschi FAST leggeri. Ignifugo passamontagna sono spesso utilizzati per proteggere il viso, così come per proteggere l'identità dei membri del team. Giubbotti balistici, a volte compresi inserti rigidi piastra, sono di serie.

### Armi

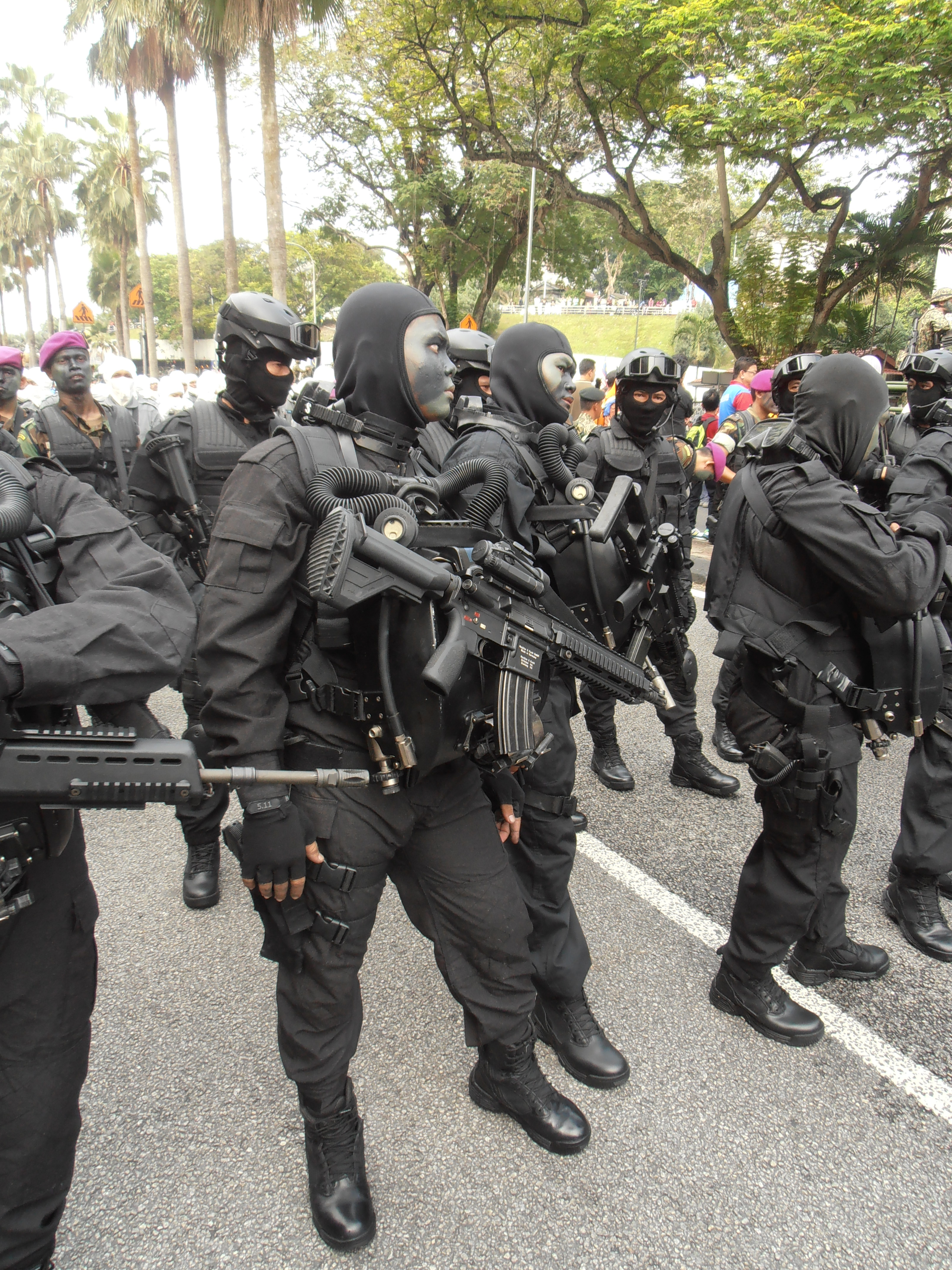
PASKAL operatore di bobina con HK416-D10RS dotato di Aimpoint M68 Close Combat Optic vista a punti rosso in pausa.

Le squadre di PASKAL utilizzano una varietà di armi, le armi più comuni includono fucili, pistole, fucili d'assalto, macchinisti, fucili da cecchino e lanciagranate. Attualmente gestiscono un'arma militare americana e tedesca, ma nello show aereo di Langkawi (LIMA 2015) guerra marittima, hanno usato Heckler & Koch armi, tra cui la HK UMP45 submachinegun, HK416, G36 e un leggero XM8 fucile d'assalto. Le immagini scattate durante le parate di giorno nazionali compreso gli anniversari di TLDM così come LIMA e dalle pubblicazioni locali della difesa indicano l'uso di seguente:

#### Pistole
- Glock 17 – Problema standard per TLDM personale, essendo completato con Glock 18C
- Heckler & Koch P9S – limitato utilizzato da personale TLDM.
- Heckler & Koch P11 pistola subacquea.
- Heckler & Koch P30 – adotti per usato dai personali di TLDM.
- Vektor SP1 – adotti limitato usato dai personali di PASKAL.

#### Fucili
- Remington 870 18.5 mm Marine Magnums – come il fucile da combattimento M870 e modulare. Può essere utilizzato nel combattimento a distanza ravvicinata o come una pistola di rottura. In fase di eliminazione a favore del HK FABARM FP6.
- Remington 1100 18.5 mm Tacticals – semi automatico 12-calibro fucili.
- Heckler & Koch FABARM FP6 – a 12-calibro pompa-azione fucili da combattimento, essendo rilasciato come un sostituto per il M870.

#### Pistole mitragliatrici
- FN P90[8] – Un fucile mitragliatore ad alta potenza utilizzato da PASKAL ed è in grado di penetrare il CRISAT gilet ad una gamma di 200 metri (219 Yard), o un Livello IIIA gilet Kevlar alla stessa gamma.
- Heckler & Koch MP5 in tutti i tipi e varianti. Un MP5 standard è stato dotato di un RM Equipment M203PI lanciagranate.
- Heckler & Koch MP7 – Un'arma di difesa personale conosciuta per essere usata da PASKAL operatori quando le missioni richiedono un'arma molto compatta e potente, soprattutto per una stretta protezione.
- Heckler & Koch UMP .45 ACP

#### Fucili d'assalto e carabine
- Colt M16A1 (con 20 colpi Colt-fabbricati riviste STANAG, 100-turni Beta C-Mag tamburo riviste) – Ex braccio primario di PASKAL, sostituito da M4A1, HK416, G36 e altri. Ancora in uso con altre squadre PASKAL, nonché solo un personale di supporto e un cerimoniale.
- Colt M4A1 – Variante di lunghezza di carena dell'M16A2 con il supporto pieghevole come il fucile standard militare delle forze armate malesi, dotato di SOPMOD) Block I kit.
- Heckler & Koch G36 – G36C, G36E e G36KE carabine in uso.
- Heckler & Koch HK416[9][10][11] Il fucile primario utilizzato da PASKAL, allegato con Aimpoint CompM4S, Brügger & Thomet soppressore e Oerlikon Contraves LLM01 Modulo luce laser.
- Heckler & Koch XM8 – Un ex progetto militare degli Stati Uniti basato sul G36 è stato consegnato a PASKAL per ridurre l'eccessivo affidamento sui fucili M4A1.

#### Fucili di precisione anti-materiale
- Accuracy International AW50 – anti-materiale bolt-azione fucile chambered in .50 BMG (12.7×99 mm NATO).
- Armalite AR-50
- DSR-Precision DSR-50
- Robar RC-50 – in uso come risposta ai requisiti emessi per un fucile anti-materiale.

#### Fucili di precisione
- Heckler & Koch HK417 – Migliore versione di lancia del fucile HK416.
- Heckler & Koch MSG-90 – MSG90A1 variante in uso
- Accuracy International Arctic Warfare
- DSR-Precision DSR-1 – .308 Winchester subsonico Bullpup fucili da cecchino.
- M14 (fucile) – in uso come fucili da cecchino. Selezionare la capacità di incendio è mantenuto.
- M24 Sniper Weapon System – in uso come fucili di precisione.

#### Mitragliatrici
- CETME Ameli
- FN Minimi – 5.56×45 mm mitragliatrici leggera, in fase di eliminazione a favore del HK MG4.
- Heckler & Koch MG4 – 5.56 mm mitragliatrici leggera, viene rilasciato come un sostituto per il Minimi.
- FN MAG – 7.62×51 mm mitragliatrici media utilizzata principalmente su navi ed elicotteri.
- Vektor SS-77 GPMG – 7.62×51 mm mitragliatrici media utilizzata principalmente su navi e elicotteri più leggeri.

#### Lanciagranate
- M203A1/A2 40 mm lanciagranate
- Heckler & Koch AG36 – un singolo-Shot 40 millimetri sottobarile lanciagranate, dotato di HK416, G36 e fucili XM8.
- Heckler & Koch GMW
- Heckler & Koch M320 40 mm lanciagranate

### Veicoli
PASKAL utilizza artigianato specializzato di consegna - tra gli altri, PASKAL impiega i subskimmers gonfiabili / pieghevoli ad alta velocità (noto anche come veicoli subacquei di consegna), per le infiltrazioni in aree ostili.
L'acquisizione di due Scorpène sottomarini che sono congiuntamente costruiti da DCNS, Francia e Navantia, Spagna ("KD Tunku Abdul Rahman" messa in servizio gennaio 2009, "KD Tun Razak" messa in servizio ottobre 2008) si prevede di aggiungere ulteriormente le capacità e la gamma PASKAL.

## Operazioni e azioni segrete

### Operazione Dawn(Ops Fajar)
Gli operai PASKAL sono stati schierati in seguito alla pirateria da parte dei pirati somali di due navi mercantili malesi, Bunga Melati 2 e Bunga Melati 5 di proprietà del MISC. Il distacco PASKAL è stato incaricato di raccogliere informazioni e di fornire sicurezza alla squadra malese per negoziare il rilascio Entrambe le navi e il loro equipaggio. Questa operazione, denominata Ops Fajar (Operazione Dawn), ha anche coinvolto attività di Marina Reale Malese che comprendono KD Lekiu, KD Sri Inderapura, nonché elementi supportati delle forze speciali dell'esercito malese, Grup Gerak Khas e alcuni asset di TUDM.

### Operazioni di soccorso di Zhenhua 4
18 dicembre 2008 - La Marina Reale Malese ha salvato una nave registrata in Cina, Zhenhua 4 nel Golfo di Aden il mercoledì, lo stesso giorno il Consiglio di sicurezza delle Nazioni Unite ha deciso di essere più assertivo contro i pirati somali. Il Zhenhua 4 è stato attaccato da nove pirati armati circa mezzogiorno il mercoledì mentre sulla sua strada da Gibuti a Cina.
Chiamato dal Combined Task Force 150 (CTF-150), la coalizione multinazionale pattugliamento del golfo pirata-infestata, il KD Sri Inderasakti inviato un elicottero (compresi i comandanti navali PASKAL). L'elicottero ha sparato due colpi di avvertimento al pattino dei pirates, causando loro di disattivare l'attacco al cargo pesante Zhenhua 4 e fuggire.

### Operazione di soccorso di MV Abul Kalam Azad
1º gennaio 2009 - Gli operai di PASKAL insieme a KD Sri Inderasakti, comandati dal capitano Mohamad Adib Abdul Samad hanno vissuto il suo primo combattimento nel nuovo anno in cui il suo elicottero Fennec ha spinto due sciatori pirata che hanno seguito il cisterna MT Abul Kalam Azad registrato in India nel Golfo Di Aden. La nave da 92.000 tonnellate, con 40 membri dell'equipaggio, si diresse verso il canale di Suez con un pieno carico di greggio, navigando nel golfo alle 11.37 (tempo malese) quando fu attaccato dai pirati in due sci. Una delle barche aveva sette uomini, tutti armati AK-47 e mitragliatrici. Hanno scatenato una raffica di fuoco al ponte e l'area di alloggio della nave. Hanno anche provato a bordo, per tutto il tempo mantenendo l'attacco.
Tuttavia, la nave ha iniziato a prendere misure evasive e aumentare la velocità al massimo. Questo è stato anche quando ha emesso un segnale di sofferenza, che è stato prelevato dalla nave di supporto navale malese KD Sri Indera Sakti a circa 15 miglia nautiche. In risposta rapida, il capitano Mohamad Adib ha spedito la pistola di elicottero Fennec munita di navi armati con le mitragliatrici a doppia uso generale e uno sniper a bordo di PASKAL forze speciali navali. L'elicottero malese è stato unito da un Eurocopter AS 365 Dauphin elicottero del Marina reale saudita, efficacemente spaventare i pirati.
Il capitano dell'abul Kalam Azad aveva inizialmente chiesto di aderire al convoglio della International Shipping Corporation malese, scortato dallo Sri Indera Sakti, ma accettò in seguito l'offerta da una nave navale araba saudita per accompagnarla alla sua destinazione. Noel Choong, responsabile della segnalazione della pirateria dell'Ufficio Marittimo internazionale, ha dichiarato che l'equipaggio dell'abul Kalam Azad ha riferito di aver visto i pirati in abito militare.

### MALCON – ISAF
Le forze speciali tra cui PASKAL, Grup Gerak Khas, PASKAU e la 10ª Brigata del Paratrooper sono state dispiegate in altre truppe contingenti malesi per partecipare al carico di lavoro amministrativo International Security Assistance Force (ISAF) in Afghanistan. Le squadre sono state schierate per assistere le forze armate della Nuova Zelanda nelle missioni di peacekeeping e gli aiuti umanitari a distretto di Bamiyan, Afghanistan.

### Operazione Dawn 8: Golfo di Aden
20 gennaio 2011 - Le squadre di attacchi terroristici di PASKAL marittimamente hanno ostacolato un tentativo di dirottamento da parte dei pirati somali sulla petroliera chimica malese, MT Bunga Laurel nel Golfo di Aden. La petroliera, carico di olio lubrificante e dicloruro di etilene che era diretto per Singapore nel nick di tempo è stato attaccato dalla nave madre con 18 pirati armati circa 300 miglia nautiche (555 km) a est di Oman a 11.40 PM. Sotto la copertura delle tenebre, sette pirati armati con fucili d'assalto AK-47, mitragliatrici leggere e pistole improvvisamente emerse da una barca Skiff e cominciò a salire a bordo della petroliera, sparando a caso. L'equipaggio di MT Bunga Laurel attivato l'allarme e misc centro di segnalazione di emergenza ha ricevuto una segnalazione di sicurezza di emergenza a circa 11.37 PM. Con il ricevuto un ordine di salvataggio, il PASKAL in due barche, guidati dal tenente comandante Mohd Maznan Bin Mohd Said e dal tenente Noor Asri Bin Roslan, sono stati dispiegati dalla nave ausiliaria di Bunga Mas Lima, situata a 14 miglia nautiche (25,9 km), alle ore 1.20 con l'aiuto dell'elicottero di attacco Fennec Pilotato dal tenente Jason Solomon John fornito ricognizione e copertura aerea.
I PASKAL si sono imbarcati sulla cisterna e hanno sottomesso i pirati e hanno avviato la fucilazione con i comandanti mentre l'elicottero ha lanciato diversi colpi alla nave madre del pirata. Almeno tre pirati furono feriti durante la sparatoria con i comandanti e quattro catturati a bordo mentre altri 11 in nave hanno deciso di arrendersi e sequestrare le armi e le munizioni. Il 23 Bunga Laurel equipaggi salvato con successo e non tra le vittime e le perdite per filippini e malesi tra cui PASKALs nella battaglia. L'azione rapida impedito al misc di perdere il carico di un valore stimato RM30 milioni di euro, e salvato 23 membri dell'equipaggio filippini a bordo della nave. Il Bunga Mas Lima aveva appena completato il compito di scortare la petroliera e un altro misc trasporto di gas naturale liquefatto, MT Seri Balhaf, bound per Fujairah, in una zona sicura chiamata Easton 4 nel Golfo. Primo ministro Malesia Najib Razak lodato la squadra per la loro efficienza nel trattare con la crisi; i pirati catturati alla fine furono portati in Malesia per essere processati.

### Conflitto di Lahad Datu
Le unità PASKAL sono state inviate a Lahad Datu, Sabah, come parte della squadra di forze di sicurezza malesi per garantire la zona. Le unità, insieme a GGK, PASKAU, PGK e UNGERIN, svolgono un ruolo fondamentale nel monitoraggio e nella neutralizzazione del gruppo terroristico del sud del Filipino.